# فایلز کراسرود (ویرجینیای غربی)
فایلز کراسرود (به انگلیسی: Files Crossroad) یک منطقهٔ مسکونی در ایالات متحده آمریکا است که در شهرستان برکلی، ویرجینیای غربی واقع شده‌است. فایلز کراسرود ۱۳۶٫۸۶ متر بالاتر از سطح دریا واقع شده‌است.